# Движущиеся картинки
«Движущиеся картинки» (англ. Moving Pictures) — фэнтези английского писателя Терри Пратчетта, написано в 1990 году.
Десятая книга из цикла «Плоский мир», не входит ни в один из подциклов.

## Сюжет
Много чего можно найти за пределами миров, в других измерениях. Например, бредовые идеи, которые жаждут обрести воплощение в каком-нибудь из реальных миров. И когда границы между мирами истончаются, эти идеи могут просочиться внутрь. А через образовавшееся отверстие начинает утекать реальность.
Но за пределами вселенных, между измерениями обитают Твари, настолько ужасные, что их боится даже сама тьма. Они страшно завидуют всем живым созданиям и только и ищут случая, как бы прорваться в какую-нибудь реальность и обрести жизнь и форму. Одним из таких мест, где реальность Плоского мира соприкасается с другими измерениями, был Голывуд — пустынное место на побережье Круглого моря. Там находились врата, а раз есть ворота, то должен быть и привратник. Тысячи лет привратники сменяли друг друга, но настал день, когда последний привратник, охраняющий врата между реальностями, умер и некому было сменить его. И сквозь оставшиеся без охраны ворота проскользнула одна идея и устремилась на поиски тех, кто мог бы воплотить её в жизнь. Идея, своевольная мысль, Нечто восторженное, самопоглощенное и замечательное. Она была стара, но возраст её не мерился календарём, известным человечеству. Сейчас у неё были лишь память и настоятельная потребность. Она помнила иные времена, иные миры. И ей нужны были люди.
Таких людей она нашла в Анк-Морпорке, это были алхимики, которые только что открыли способ получения октоцеллюлозы. Осталось лишь подсказать им, как использовать эту октацеллюлозу для создания «движущихся картинок» — важнейшего из искусств. Алхимики первыми начали снимать короткие познавательные фильмы, самым увлекательным из которых была десятиминутная лента о производстве глиняных горшков. Может, если бы на этом они и остановились, ничего страшного бы не произошло и жители Анк-Морпорка быстро бы забыли о скучной новинке. Но так уж получилось, что какая-то светлая голова попробовала снимать то, что в нашем мире называется «блокбастер» — фильмы о приключениях, погонях, роковых страстях, и тысячи зрителей устремились в кинотеатры.
Идея Голывуда невинно и радостно хлынула в Плоский мир.
А реальность оттуда начала утекать.
И протечка эта была мигом обнаружена. К месту протечки потянулись Твари из Подземельных Измерений между мирами. Над Диском нависла очередная угроза Конца Света…

## Главные действующие герои
- Виктор Тугельбенд
- Теда Уизел (Джинджер)
- Гаспод
- Достабль
- Библиотекарь
- Волшебники Незримого Университета